# Sorato Shimizu
Sorato Shimizu (清水空跳, Shimizu Sorato), est un athlète japonais, né le 13 janvier 2006. Il est spécialiste des épreuves de sprint du 100 mètres et du 200 mètres et détient actuellement la meilleure performance mondiale cadet sur 100 mètres en 10 s 00.

## Biographie
Shimizu était étudiant au lycée Seiryo dans la préfecture d'Ishikawa, au Japon, lorsqu'il a couru le 100 mètres en 10 s 37 au championnat inter-lycées japonais en 2024., Il a remporté le 100 mètres aux Championnats d'Asie d'athlétisme des moins de 18 ans de 2025 à Dammam, en Arabie saoudite, en avril 2025, en courant en 10,38 secondes (+2,3).
En juillet 2025, il a amélioré son temps sur le 100 mètres à 10 s 19.
Plus tard dans le mois, alors qu'il participait au Championnat inter-lycées du Japon à Hiroshima à l'âge de 16 ans, il a remporté sa course du 100 mètres en 10s 00 secondes.  Avec ce temps, il bat la précédente meilleure performance cadet de 10 s 06 détenu conjointement par Puripol Boonson de Thaïlande et le sprinteur américain Christian Miller. Il bat également le record du lycée japonais de 10 s 01 secondes établi par Yoshihide Kiryu en 2013, et a également atteint la norme minimale pour les prochains Championnats du monde de 2025, qui doivent se tenir à Tokyo., Ce temps l'a également propulsé à la cinquième place de la liste des meilleurs athlètes seniors japonais de tous les temps.

## Palmarès
| Date | Compétition             | Lieu   | Résultat | Épreuve | Temps   |
| ---- | ----------------------- | ------ | -------- | ------- | ------- |
| 2025 | Championnats d'Asie U18 | Dammam | 1er      | 100 m   | 10 s 38 |

## Records
| Épreuve | Temps                       | Lieu      | Date            |
| ------- | --------------------------- | --------- | --------------- |
| 100 m   | 10 s 00 (+ 1,7 m/s) (WU18B) | Hiroshima | 26 juillet 2025 |
| 200 m   | 20 s 97 (- 0,2 m/s)         | Hiroshima | 28 juillet 2025 |